# Rhynchothecaceae
Rhynchothecaceae is een botanische naam, voor een familie van tweezaadlobbige planten. Een familie onder deze naam wordt zelden erkend door systemen voor plantentaxonomie, en ook niet door het APG-systeem (1998) en het APG II-systeem (2003): dit voegt deze planten in bij de familie Ledocarpaceae.
Indien erkend gaat het om een heel kleine familie, die voorkomt in Zuid-Amerika.